# 徐莉佳
徐莉佳（1987年8月30日—），英文名Lily，中国帆船运动员，上海人。她曾在2008年北京奥运会上获得女子單人小艇輻射型铜牌，在2012年伦敦奥运会上获得该项目金牌、担任中国代表团闭幕式旗手，同年被世界帆船联合会评为年度最佳女运动员。截至2025年，她是唯一一位在奥运会帆船比赛艇类项目上获得金牌的亚洲运动员。退役后，转型为体育自媒体人。

## 生平
徐莉佳1987年出生于上海。受父母遗传，左眼弱視，双耳听力仅为常人一半。5岁时开始练习游泳。10岁时，被上海帆船队张静教练看中，开始练习帆船单人艇。在参加OP级（U16组别）比赛的最后两年中，她在2001年和2002年世界OP级帆船锦标赛上分别取得第11名和第6名，且均为女子选手中的第一名，在2002年釜山亚运会上也收获金牌。
亚运会后不久，她转至成人组别的欧洲级，改由张静教练的丈夫刘小马教练指导。2002年底，接受左大腿骨巨细胞瘤切除和异体骨移植手术，从而无缘参加2004年雅典奥运会的选拔。
随着奥运会帆船比赛项目调整，她于2005年开始改练激光雷迪尔级。由于中国缺少具备该船型驾驶经验的教练，她依靠大量阅读英文图书来提升竞技水平。练习该船型不到十个月，她就先后赢得2006年世界激光雷迪尔级帆船锦标赛女子组和2006年多哈亚运会公开组的冠军。2008年，她在本土奥运会上夺得铜牌，是中国奥运代表团首次在帆船运动艇类项目上收获奖牌。
北京奥运会后，徐莉佳经历了一段时间的休整，于2011年重回国家队，却因为腰伤复发而一度决定退役，最终选择继续坚持。她通过社交媒体主动联系《Be your own sailing coach》（《做你自己的帆船教练》）一书的作者、英国人乔恩·埃米特（Jon Emmett）来指导训练。由于人际冲突，埃米特被排除在2012年伦敦奥运会中国代表团名单之外，但徐莉佳仍然持续接受其指导。在奥运会比赛中，她在前10轮后积分并列第一，在奖牌轮中以完美表现首个冲线，夺得亚洲历史上第一块奥运会帆船运动艇类项目金牌，亦成为奥运会闭幕式中国代表团旗手。凭借2012年的优异表现，她被国际帆船联合会评为年度最佳女运动员，被新华社评为中国年度十佳运动员，在CCTV体坛风云人物评选中提名最佳女运动员、荣获特别贡献奖。
伦敦奥运会后，她于2013年从上海交通大学毕业，2014年前往英国留学。2016年第三次参加奥运会，但未能进入奖牌轮。
里约奥运会后，她于2016年与教练乔恩·埃米特结婚。2017年在英国南安普顿索倫特大學取得体育新闻硕士学位，同年因肩部手术后恢复不顺利，乃从运动员转型为媒体人，推出自己的体育音、视频节目。2024年被选为世界帆船联合会理事会成员。她也继续参加J/80级等非奥运级别的帆船比赛。
| 年份 | 比赛                           | 地点               | 级别         | 组别 | 排名 | 参考          |
| ---- | ------------------------------ | ------------------ | ------------ | ---- | ---- | ------------- |
| 2001 | 世界OP级帆船锦标赛             | 中国青岛           | OP级         | 公开 | 11   | [ 14 ] [ 15 ] |
| 2001 | 世界OP级帆船锦标赛             | 中国青岛           | OP级         | 团体 | 4    | [ 14 ] [ 15 ] |
| 2002 | 世界OP级帆船锦标赛             | 美国科珀斯克里斯蒂 | OP级         | 公开 | 6    | [ 16 ] [ 15 ] |
| 2002 | 世界OP级帆船锦标赛             | 美国科珀斯克里斯蒂 | OP级         | 团体 |      | [ 16 ] [ 15 ] |
| 2005 | 世界青年帆船锦标赛             | 釜山               | 激光雷迪尔级 | 女子 |      | [ 15 ]        |
| 2006 | 世界激光雷迪尔级帆船锦标赛     | 美国洛杉矶         | 激光雷迪尔级 | 女子 |      | [ 15 ]        |
| 2007 | 世界帆船锦标赛                 | 葡萄牙卡斯凯什     | 激光雷迪尔级 | 女子 | 9    | [ 15 ]        |
| 2008 | 世界激光雷迪尔级帆船锦标赛     | 新西兰奥克兰       | 激光雷迪尔级 | 女子 |      | [ 15 ]        |
| 2008 | 奥林匹克运动会                 | 中国青岛           | 激光雷迪尔级 | 女子 |      | [ 15 ]        |
| 2009 | 世界激光雷迪尔级帆船锦标赛     | 日本唐津           | 激光雷迪尔级 | 女子 | 5    | [ 15 ]        |
| 2010 | 世界激光雷迪尔级帆船锦标赛     | 英国拉格斯         | 激光雷迪尔级 | 女子 | 81   | [ 15 ]        |
| 2011 | 世界帆船锦标赛                 | 珀斯               | 激光雷迪尔级 | 女子 | 25   | [ 15 ]        |
| 2012 | 世界女子激光雷迪尔级帆船锦标赛 | 德国博尔滕哈根     | 激光雷迪尔级 | 女子 |      | [ 15 ]        |
| 2012 | 奥林匹克运动会                 | 英国韦茅斯-波特兰  | 激光雷迪尔级 | 女子 |      | [ 15 ]        |
| 2013 | 世界女子激光雷迪尔级帆船锦标赛 | 中国日照           | 激光雷迪尔级 | 女子 | 9    | [ 15 ]        |
| 2015 | 世界女子激光雷迪尔级帆船锦标赛 | 阿曼穆桑奈         | 激光雷迪尔级 | 女子 | 6    | [ 15 ]        |
| 2016 | 世界女子激光雷迪尔级帆船锦标赛 | 墨西哥新巴利亚尔塔 | 激光雷迪尔级 | 女子 | 7    | [ 15 ]        |
| 2016 | 奥林匹克运动会                 | 巴西里约热内卢     | 激光雷迪尔级 | 女子 | 18   | [ 15 ]        |